# Bucarasica
Bucarasica è un comune della Colombia facente parte del dipartimento di Norte de Santander.
L'abitato venne fondato da José María Restrepo nel 1870, mentre l'istituzione del comune è del 30 giugno 1938.